# Darkera parca
Darkera parca är en svampart som beskrevs av H.S. Whitney, J. Reid & Piroz. 1975. Darkera parca ingår i släktet Darkera, ordningen disksvampar, klassen Leotiomycetes, divisionen sporsäcksvampar och riket svampar.   Inga underarter finns listade i Catalogue of Life.